# Lasiochlora bicolor
Lasiochlora bicolor är en fjärilsart som beskrevs av Thierry-mieg 1907. Lasiochlora bicolor ingår i släktet Lasiochlora och familjen mätare. Inga underarter finns listade i Catalogue of Life.

## Bildgalleri

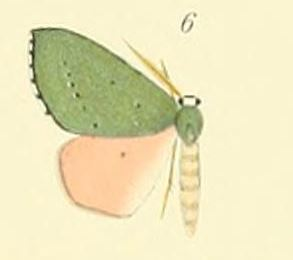